# 阿拉木圖中央體育場
中央體育場 (Almaty ortalyq stadıony or "Орталық стадион", Ortalyq stadıon; Ortalyq Stadıony) 是一座位於哈薩克阿拉木圖的綜合體育場。它也作為哈薩克國家足球隊及卡拉特足球會的主場。
阿拉木圖主辦2012年班迪球世界錦標賽。中央體育場的預備滑冰場是為了該賽事而興建的。B組和C組賽事都於此舉行，除了第13名爭奪賽於麥迪奧舉行。

## 外部連結
维基共享资源上的相關多媒體資源：阿拉木圖中央體育場
- 阿拉木圖中央體育場網站 （页面存档备份，存于）
- Information about the stadium （页面存档备份，存于）